# إليف سيلا آيدن
إليف سيلا آيدن (بالتركية: Elif Sıla Aydın) مواليد 11 أبريل 1996 في أنقرة، هي لاعبة كرة يد تركية تلعب كظهير.

## الإنجازات
الدوري التركي لكرة اليد للسيدات
- الفوز (1): 2014–15.

دوري أبطال أوروبا لكرة اليد للسيدات
- المركز الرابع (1): 2015–16